# São Silvestre (curta-metragem)
São Silvestre é um documentário em curta-metragem brasileiro de 2011 dirigido por Lina Chamie, sobre a tradicional Corrida Internacional de São Silvestre, a mais prestigiada corrida a céu aberto da América Latina, que acontece anualmente na cidade de São Paulo, no dia 31 de dezembro.
A filmagem aconteceu na edição de 2010, e serviu como base para a produção do documentário em longa metragem homônimo de 2013.
O curta foi premiado com o Prêmio Aquisição do Canal Brasil no Festival É Tudo Verdade de 2011.